# 예수병원
예수병원은 대한민국의 종합병원이다. 1912년 설립되었고, 초대 병원장은 토마스 다니엘이다.

## 같이 보기
- 예수대학교